# Dnepr-Balten

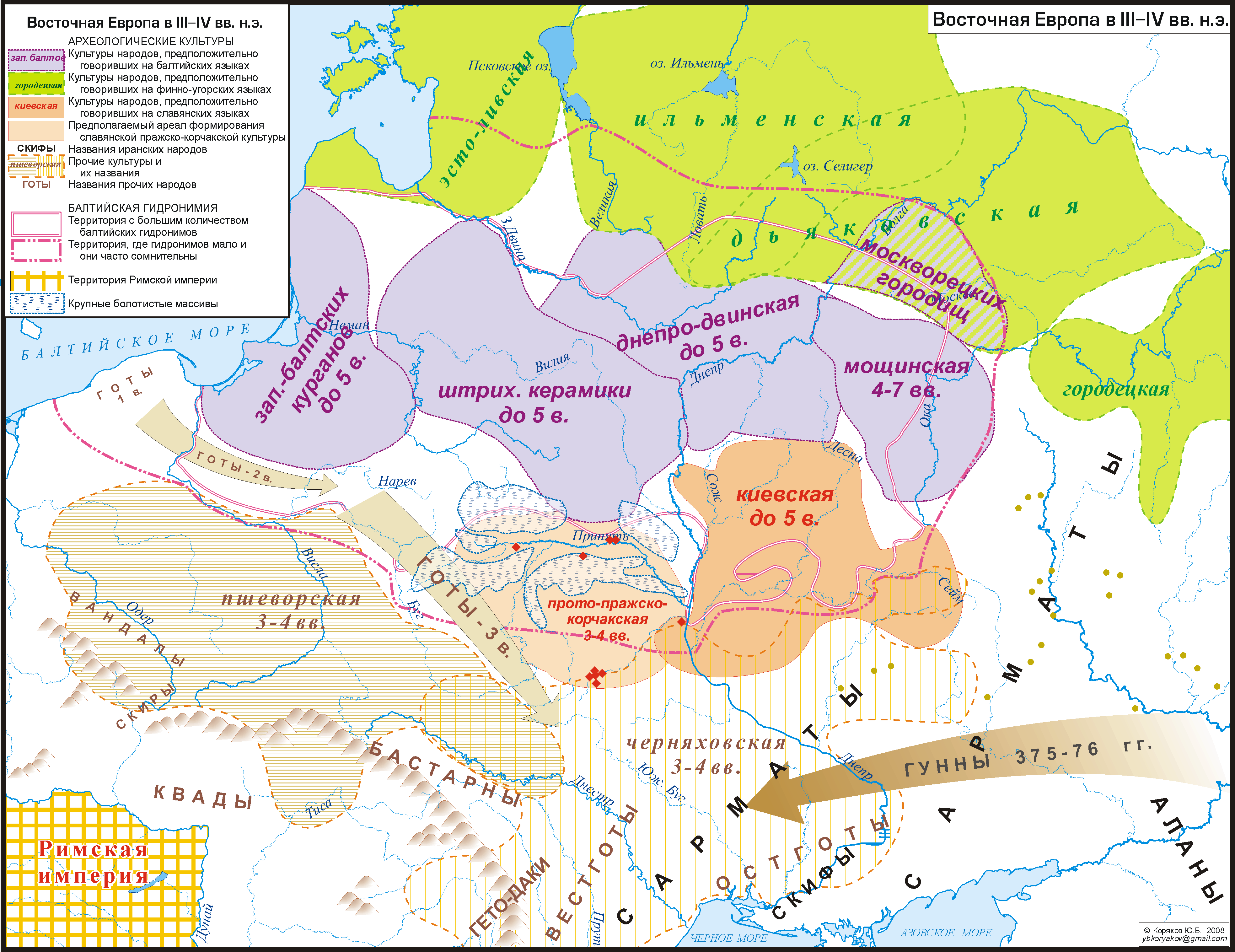
Osteuropa 3.–4. Jahrhundert. Baltische Kulturen (graulila) mit den Grenzen des häufigen (Doppelband) und sporadischen (Doppelpunkt-Strich-Band) Auftretens baltischer Hydronyme. Von West nach Ost: Westbaltische Hügelgräberkultur, Strichkeramik-Kultur, Dnepr-Dwina-Kultur, Moschtschiny-Kultur und Moskauer Kultur (schraffiert). Grün: finno-ugrische Kulturen, ocker: slawische frühe Prag-Kortschak-Kultur (heller, nach jüngeren Forschungen wahrscheinlich weiter verbreitet) und Kiewer Kultur (dunkleres ocker). Schwarze Schrift: iranische Stämme, graue Schrift: sonstige Kulturen und Stämme mit Expansion der Goten (grauer) und Hunnen (brauner Pfeil). Karte des Linguarium-Projektes der Lomonossow-Universität.

Die Dnepr-Balten (englisch Dnieper Balts) waren namentlich nicht bekannte baltische Stämme am Oberlauf des Dnepr und in angrenzenden Gebieten in der heutigen Ukraine und Russland ungefähr vom 1. Jahrtausend v. Chr. bis 10. Jahrhundert n. Chr.
Die Bezeichnung ist hypothetisch und geht auf Untersuchungen zurück, bei denen am Oberlauf des Dnepr 1962 insgesamt ungefähr 800 Hydronyme baltischer oder baltisch-slawischer Herkunft durch die russischen Wissenschaftler Wladimir Toporow und Oleg Trubatschew. festgestellt werden konnten. Studien des litauischen Linguisten Kazimieras Būga und der litauischen Archäologin Marija Gimbutas bestätigten dies.
Die Dnepr-Balten entstanden möglicherweise aus der indoeuropäischen Trichterbecherkultur, die sich nach Osten in finno-ugrisches Gebiet der Kammkeramikkultur ausbreitete und dort die Fatjanowo-Balanowo-Kultur bildete.
Archäologisch wurden am oberen Dnepr die baltischen Dnepr-Dwina-Kultur (8. Jhd. v. Chr. – 4. Jhd. n. Chr.), die nachfolgende Tuschemlja-Kultur (4. – 7. Jhd.), die östlich benachbarte Juchino-Kultur (7. Jhd. v. Chr. – 1. Jhd. n. Chr.) und die nachfolgende Moschtschiny-Kultur (5. – 7. Jhd.) festgestellt.
Seit dem 8. Jahrhundert drangen slawische Stämme von Süden ein (Kolotschin-Kultur, Wjatitschen) und verdrängten oder integrierten die baltischen Stämme. Im 10. Jahrhundert scheint dieser Prozess weitgehend abgeschlossen zu sein. Der möglicherweise baltische Stamm der Goljad (östliche Galinder) könnte ein Rest der Dnepr-baltischen Stämme sein.
Indoeuropäischen Ursprungs sind die gotischen Bezeichnungen Danapir für den Dnepr und Danapirstadir (= Danapir-Stadt) für Kiew.